# Морроу (Огайо)
Морроу (англ. Morrow) — селище (англ. village) в США, в окрузі Воррен штату Огайо. Населення — 2049 осіб (2020).

## Географія
Морроу розташований за координатами 39°20′57″ пн. ш. 84°7′25″ зх. д. / 39.34917° пн. ш. 84.12361° зх. д. (39.349273, -84.123516).  За даними Бюро перепису населення США в 2010 році селище мало площу 5,08 км², з яких 4,98 км² — суходіл та 0,10 км² — водойми. В 2017 році площа становила 5,45 км², з яких 5,27 км² — суходіл та 0,18 км² — водойми.

## Демографія
Згідно з переписом 2010 року, у селищі мешкало 1188 осіб у 455 домогосподарствах у складі 298 родин. Густота населення становила 234 особи/км².  Було 522 помешкання (103/км²).
Расовий склад населення:
| - 96,5 % — білих - 0,4 % — чорних або афроамериканців - 0,3 % — азіатів - 0,2 % — корінних американців |

До двох чи більше рас належало 2,0 %. Частка іспаномовних становила 2,0 % від усіх жителів.
За віковим діапазоном населення розподілялося таким чином: 24,8 % — особи молодші 18 років, 59,4 % — особи у віці 18—64 років, 15,8 % — особи у віці 65 років та старші. Медіана віку мешканця становила 39,0 року. На 100 осіб жіночої статі у селищі припадало 93,2 чоловіків;  на 100 жінок у віці від 18 років та старших — 89,2 чоловіків також старших 18 років.
Середній дохід на одне домашнє господарство  становив 58 874 долари США (медіана — 42 321), а середній дохід на одну сім'ю — 58 492 долари (медіана — 51 000). За межею бідності перебувало 16,4 % осіб, у тому числі 20,9 % дітей у віці до 18 років та 14,1 % осіб у віці 65 років та старших.
Цивільне працевлаштоване населення становило 768 осіб. Основні галузі зайнятості: виробництво — 21,6 %, роздрібна торгівля — 17,1 %, мистецтво, розваги та відпочинок — 15,6 %.